# Мироненко Денис
Дени́с М. Миро́ненко (1878 — 1917) (1880—1918 за деякими джерелами) — український співак (баритон) і драматичний актор на характерних ролях у побутовому репертуарі. Відомий за виступами в Театрі Миколи Садовського (з 1910 року).

## Життєпис
Денис Мироненко закінчив Музично-драматичну школу Миколи Лисенка (клас М. В. Зотової).
Артистичну діяльність розпочав у провінційних і аматорських трупах. Згодом виступав у трупі Трохима Колесниченка (з 2008), де критики незмінно позитивно відгукувались про талант молодого співака.
Зокрема, видатний композитор Кирило Стеценко від рецензії до рецензії схвально відгукувався про молодого Дениса Мироненка за часів його роботи в трупі Т. Колесниченка. В рецензії на виставу опери М. Аркаса «Катерина», опублікованій в газеті «Рада» 1 вересня 1909 року, він відмічав, що Денис має голос «досить широкого діапазону і вдатний щодо нюансів. Співає Д. Мироненко з чистою інтонацією і з почуттям… Сценічна сторона партії у нього теж в доброму становищі: помітна обдуманість і знання сцени. В драматичних підйомах знаходились у Д. Мироненка хороший голос і щира інтерпретація». А в опублікованій 13 вересня 1909 року в тій же газеті рецензії на вистави «Лимерівна» та «По ревізії» він подав таке резюме: «У нас за знаменитостями якось талантів недобачають: Д. Мироненко, по-нашому, талановитий, розумний, і головне, працьовитий артист, по шаблону не грає, а кожного разу вкладає в свої ролі багато нового, добре обміркованого.»
З 1910 — у Театрі Миколи Садовського. Про його роботу у Садовського Василь Василько згадував таке: «Яскравий характерний актор і співак (баритон приємного тембру). Найкраще грав побутові ролі: Батька („На перші гулі“ В. Васильченка), старого Барильченка („Суєта“ І. Карпенка-Карого), бондаря Демка („Чмир“ М. Кропивницького) тощо. У співочому репертуарі створив цікаві образи Бахуса („Енеїда“ М. Лисенка), Панаса („Пан сотник“), соцького Мусія („Зальоти соцького Мусія“ М. Кропивницького), Султана („Запорожець за Дунаєм“ С. Гулака-Артемовського).».
Життя молодого артиста трагічно обірвалось в буремні роки громадянської війни. За інформацією журналу «Дніпро» (випуск 11-12, 2005) Дениса Мироненка «захопили для розваги, примусили співати, співав українських пісень, щось не сподобалось, вивели на „вільне повітря“ й застрелили. Дуже просто… Могила на Новобайковому цвинтарі, на терасі, де й могила артистки Л. Ліницької, шукати від могили Ліницької в напрямку могили Миколи Грінченка, надгробок — гранітний стовбур, нагорі хрест, на постаменті вирізьблено напис:
„Життя молодого струна обірвалась і пісня бажання недоспівана зосталась… Артист Д. М. Мироненко 1917“»

## Ролі
У Театрі Миколи Садовського
- Стольник («Галька» С. Монюшка, 1910)
- Бахус («Енеїда» М. Лисенка, 1911)[6] — перший виконавець
- Урядник («Брат на брата» Д. Грицинського, 1911)
- Ібрагім («Бранка Роксоляна» Д. Січинського, 1912)
- Батько («На перші гулі» В. Васильченка, 1913)
- Дід Мороз («Кривда і правда» М. Старицького, 1913)
- Дід Зіньки («Лісова квітка» Л. Яновської, 1914)
- Корній Чуб («Різдвяна ніч» М. Гоголя, 1915)
- Бондар Демко («Чмир» М. Кропивницького)
- Старий Барильченко («Суєта» І. Карпенка-Карого)
- Панас («Пан сотник» Г. Козаченка)
- Соцький Мусій («Зальоти соцького Мусія» М. Кропивницького)
- Султан («Запорожець за Дунаєм» С. Гулака-Артемовського)
- 1-й подорожний («Казка старого млина» С. Черкасенка, 1916)

У трупі Трохима Колесниченка
- Макар («Суєта» І. Карпенка-Карого)
- Артемій Земляника («Ревізор» М. Гоголя)
- Селянин Бабич («Украдене щастя» І. Франка)
- Грав у виставах:
  - «Хатня революція» О. Володарського
  - «Лимерівна» П. Мирного
  - «По ревізії» М. Кропивницького
  - «Катерина» М. Аркаса